# Nazionale maschile di rugby a 15 del Brasile
La nazionale di rugby a 15 del Brasile (in portoghese Seleção brasileira de rugby XV), nota anche come os Tupis, è la selezione di rugby a 15 maschile che rappresenta il Brasile in ambito internazionale.
Ufficialmente debuttante nel 1950, è amministrata dalla  Confederação Brasileira de Rugby.
Al 21 novembre 2022 la squadra occupa la 27ª posizione del ranking World Rugby.
Si tratta della terza nazionale per ranking del Sudamerica, e della quinta su entrambe le Americhe.

## Storia

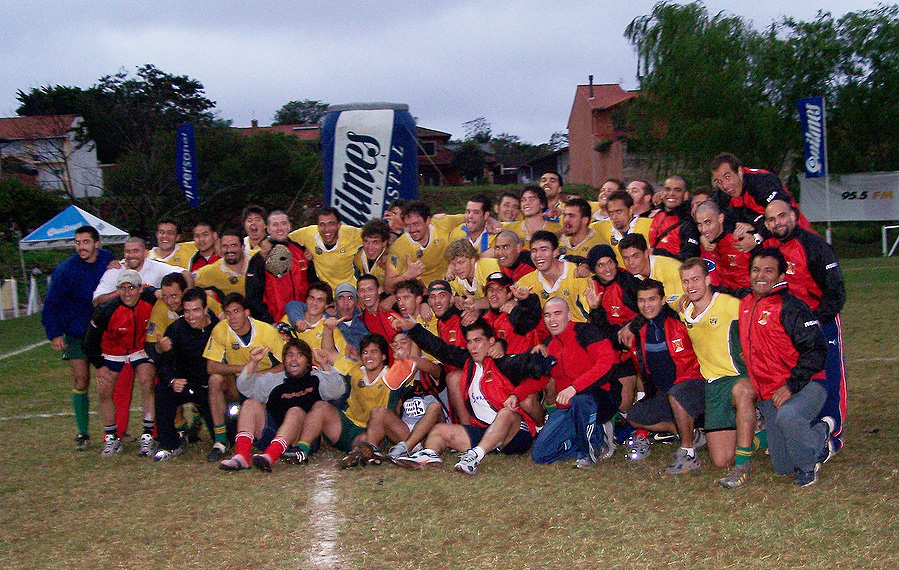
Nazionali brasiliana e peruviana.

Il Brasile fece il suo debutto internazionale nei primi anni '50, per la precisazione il 9 settembre 1950, in un incontro amichevole, contro l'Uruguay perdendo 8-6. Il debutto in un torneo ufficiale fu esattamente l'anno dopo, il 9 settembre 1951, al torneo organizzato dalla federazione argentina contro il Cile, che li batté per 68 a 0. 
In realtà la federazione venne fondata solo nel 1963. La "nazionale brasiliana" era dunque in realtà una selezione formata da giocatori dei club: Río Cricket e Associação Atlétic, Santos Athletic Club e Sao Paulo Athletic Club.
Il Brasile ha partecipato ai periodici campionati sudamericani piazzandosi nel 1964 seconda nella divisione maggiore e dal 2000 al 2008 ha vinto sei edizioni del "Sudamericano B".
Il Brasile nel periodo tra il 2000 e il 2002 fu imbattuto per sette match consecutivi.
La prima partita contro una squadra non Americana fu il 2 giugno 1974 contro la Francia perdendo 99-7.

Nel dicembre 2011 partecipò alla Emirates Cup of Nations che si svolse a Dubai incontrando le selezioni di Kenya, Emirati Arabi Uniti e Hong Kong classificandosi al terzo posto.

## Records
| Avversario          | Giocate | Vinte | Pari | Perse | P.Fatti | P.Subiti |
| ------------------- | ------- | ----- | ---- | ----- | ------- | -------- |
| Argentina           | 13      | 0     | 0    | 13    | 47      | 1.007    |
| Cile                | 23      | 2     | 1    | 20    | 261     | 818      |
| Colombia            | 9       | 9     | 0    | 0     | 439     | 34       |
| Costa Rica          | 1       | 1     | 0    | 0     | 95      | 0        |
| Emirati Arabi Uniti | 1       | 1     | 0    | 0     | 66      | 3        |
| Francia             | 1       | 0     | 0    | 1     | 7       | 99       |
| Germania            | 2       | 0     | 0    | 2     | 19      | 60       |
| Hong Kong           | 1       | 0     | 0    | 1     | 3       | 37       |
| Messico             | 2       | 2     | 0    | 0     | 126     | 19       |
| Paraguay            | 22      | 11    | 0    | 11    | 420     | 440      |
| Portogallo          | 1       | 0     | 0    | 1     | 0       | 68       |
| Perù                | 9       | 9     | 0    | 0     | 404     | 58       |
| Kenya               | 1       | 0     | 0    | 1     | 25      | 27       |
| Trinidad e Tobago   | 5       | 4     | 0    | 1     | 75      | 71       |
| Uruguay             | 22      | 2     | 0    | 20    | 200     | 793      |
| Venezuela           | 9       | 8     | 0    | 1     | 258     | 95       |
| TOTALE              | 122     | 49    | 1    | 72    | 2.445   | 3.629    |

Aggiornato a 12 febbraio 2016 

## Rosa
Lista dei convocati per l'Americas Rugby Championship 2016.
| Nome                           | Soprannome | Squadra                   |
| ------------------------------ | ---------- | ------------------------- |
| Arthur Bergo                   |            | SPAC                      |
| Beukes Cremer                  |            | Pasteur                   |
| Cleber Dias da Silva Junior    | “Gelado”   | Wally's Rugby             |
| Caique Santiago Silva Segura   |            | CUQ (Argentina)           |
| Daniel Henry Sancery           |            | Albi (Francia)            |
| Daniel Xavier Danielewicz      | “Nativo”   | Desterro                  |
| David Harvey                   |            | Western Force (Australia) |
| Felipe Henry Sancery           |            | Albi(Francia)             |
| Felipe Trevisan Tissot         |            | Curitiba                  |
| Guilherme Coghetto             |            | Desterro                  |
| Jardel Vettorato               |            | San Diego                 |
| João Luiz da Ros               | “Ige”      | Desterro                  |
| Johannes Andries Beukes Cremer |            | Pasteur                   |
| Jonatas dos Santos Paulo       | “Chabal”   | Band Saracens             |
| Laurent Bourda Couhet          |            | Band Saracens             |
| Lucas Abud                     |            | SPAC                      |
| Lucas Amadeu Muller            |            | Desterro                  |
| Lucas Piero                    | “Bruxinho” | Desterro                  |
| Lucas Rodrigues Duque          | “Tanque”   | São José                  |
| Lucas Tranquez                 | “Zé”       | SPAC                      |
| Luiz Gustavo Vieira            | “Monstro”  | Oyonnax (Francia)         |
| Mark Andrew Jackson            | “Wacko”    | Desterro                  |
| Martin Schaefer                |            | SPAC                      |
| Mateus Estrela                 |            | Niterói                   |
| Matheus Wolf                   | “Wolf”     | Joaca                     |
| Matheus Cruz                   | “Cruz”     | Jacareí Rugby             |
| Moisés Rodrigues Duque         |            | São José                  |
| Nicholas Malcolm Smith         | Nick”      | SPAC                      |
| Stefano Giantorno              |            | San Luis (Argentina)      |
| Vitor Ancina Vitão             |            | Curitiba                  |
| Wilton Jose Rebolo             | “Nelson”   | São José                  |
| Yan Mota Rosetti               |            | Cuba (Argentina)          |